# Rostmaskad busksmyg
Rostmaskad busksmyg (Aethomyias perspicillatus) är en fågel i familjen taggnäbbar inom ordningen tättingar.

## Utbredning och systematik
Fågeln förekommer i regnskog på centrala och östra Nya Guinea. Den behandlas som monotypisk, det vill säga att den inte delas in i några underarter.

### Släktestillhörighet
Arten placeras traditionellt i släktet Sericornis, men genetiska studier visar att det inte är monofyletiskt. International Ornithological Congress (IOC) har därför delat upp Sericornis i flera mindre släkten, varvid rostmaskad busksmyg placeras i Aethomyias. Denna linje följs här.

## Status
IUCN kategoriserar arten som livskraftig.